# San Biagio di Callalta
Pour les articles homonymes, voir San Biagio.
San Biagio di Callalta est une commune de la province de Trévise en Vénétie (Italie).

## Géographie
San Biagio di Callalta est située dans la vallée du Pô, à une dizaine de kilomètres de la ville de Trévise et à une quarantaine de kilomètres de Venise.

## Administration
| Période                                  | Période  | Identité         | Étiquette | Qualité |
| ---------------------------------------- | -------- | ---------------- | --------- | ------- |
| 15 avril 2008                            | En cours | Francesca Pinese | PdL-LN    |         |
| Les données manquantes sont à compléter. |          |                  |           |         |

### Hameaux
Olmi, Spercenigo, Fagarè della Battaglia, San Floriano, San Martino, Nerbon, Rovarè, Cavriè, Sant 'Andrea di Barbarana

### Communes limitrophes
Breda di Piave, Carbonera, Monastier di Treviso, Ponte di Piave, Roncade, Salgareda, Silea, Zenson di Piave

### Évolution démographique
Habitants recensés

## Personnalités liées à San Biagio di Callalta
- George Baldessin (1939-1978), artiste italo-australien né à San Biagio di Callalta
- Pierre Cardin, né Pietro Costante Cardin (1922-2020), couturier, mécène et homme d'affaires italien, naturalisé français, né dans la localité de Sant 'Andrea di Barbarana (un des hameaux de la commune), le 2 juillet 1922.
- Luciano Cremonese